# Mahlstetten
Mahlstetten es un municipio alemán con unos 765 habitantes en el distrito de Tuttlingen en el estado federado de Baden-Wurtemberg. Está ubicado a una altitud de 880 m s. n. m. en el Gran Heuberg, una meseta en el suroeste del Jura de Suabia.